# Chiesa di San Giuseppe dei Nudi
La chiesa di San Giuseppe dei Nudi è una delle chiese monumentali di Napoli, si erge nell'omonima via. 

## Storia e descrizione
Il tempio venne eretto da Giovanni del Gaizo nel 1785 su commissione dell'Arciconfraternita e Real Monte di San Giuseppe, formata principalmente da nobili, avvocati, architetti, artisti, prelati (pontefici inclusi) desiderosi di dedicarsi anche ad attività benefiche. La chiesa è un ampliamento del precedente edificio religioso agostiniano dedicato a Santa Maria dell'Olivo.
Nonostante un successivo intervento effettuato da Luigi Angiolia nel 1888, il tempio ha conservato l'articolazione ad aula quadrata, coperta da volte con due cappelle affondate e il coro absidale poligonale.
La chiesa ha un impianto a croce greca. Sul fondo vi è l'altare maggiore, scolpito da Antonio Di Lucca e sovrastato da un dipinto di Achille Jovene del 1852, rappresentante San Giuseppe e la pia opera di vestire gli ignudi che sostituì un'opera dall'analogo soggetto di Domenico Mondo; mentre l'altare laterale sinistro è sormontato da una splendida Adorazione dei Pastori di Girolamo Starace-Franchis (noto ai più per aver realizzato degli affreschi nella Reggia di Caserta) e quello destro da una Santa Margherita da Cortona di ignoto artista del XVIII secolo. Sulla volta si conservano in pessime condizioni degli affreschi eseguiti da Gaetano D'Agostino durante il già citato restauro tardo-ottocentesco.  Al di sopra dell'ingresso vi è la cantoria sulla quale è posizionato un pregevole organo settecentesco in legno dorato (quasi certamente suonato da Giovanni Paisiello che fu nominato dall'arciconfraternita maestro ordinario di cappella nel 1801).
La sagrestia contiene arredi settecenteschi e tre dipinti, meritevoli di essere restaurati quanto prima: Il Transito di San Giuseppe di ignoto pittore sull'altarino e L' incontro dei Santi Pietro e Paolo e Il Martirio di San Gennaro alla Solfatara attribuiti a Niccolò De Simone alle pareti. In un vano successivo si ammirano alle pareti altre due tele di discreta qualità: L'Immacolata con i santi Pietro, Paolo e Gennaro di Giovanni Cingeri - un probabile allievo del tardo Solimena - (datata 1757) e Il Transito di San Giuseppe di Gaetano D'Agostino (datato 1888).
Si può accedere ai locali dell'ente sia dall'interno, che dal numero civico 19 di via Giuseppe Mancinelli. In essi si conservano: una cappella privata, l'archivio storico dell'opera, un prezioso fondo musicale con manoscritti di opere (in parte inedite) di maestri della Scuola musicale napoletana e una consistente raccolta di dipinti (tra i quali si annoverano: un gran numero di ritratti di papi, cardinali, sovrani e nobili, una Madonna dell'Umiltà su tavola del XV secolo, delle tele sia di ignoti che di importanti pittori locali come Onofrio Palumbo, Francesco De Mura, Giuseppe Bonito e Giovanni Sarnelli), sculture, paramenti sacri e reliquie (tra quest'ultime spicca la celebre "mazzarella" di San Giuseppe). Nel 2025 questi locali sono stati aperti al pubblico, rendendoli di fatto il sito di un nuovo museo.

## L'arciconfraternita
Il Real Monte ed Arciconfraternita di San Giuseppe dell’Opera di Vestire i Nudi fu fondata il 6 gennaio 1740. Su consiglio e incoraggiamento del padre spirituale Giuseppe Maria di San Carlo dei Carmelitani Scalzi, e per iniziativa di alcuni nobili napoletani: Francesco Cerio, Domenico Orsini e Nicola Antonio Pirro Carafa. Il 30 giugno 1740 con l'adesione del Re di Napoli Carlo di Borbone assume il nome di Regal Monte e Congregazione di San Giuseppe dell’Opera di Vestire i Nudi e Vergognosi. Scopo precipuo era la donazione di sette vesti per altrettanti poveri e bisognosi, che continuò fino alla prima metà del Novecento, e fu poi sostituito da altre attività caritatevoli. 
Furono ascritti alla confraternita i papi Pio VI, Pio VII, Leone XII, Pio IX, Leone XIII, Pio X e Pio XII, nonché i sovrani del Regno di Napoli: Carlo VII ne fu superiore perpetuo e protettore, così come Ferdinando I, Francesco I, Ferdinando II e Francesco II. Alla confraternita furono ascritti anche i cardinali Luigi Ruffo Scilla, Filippo Giudice Caracciolo, Vitaliano Borromeo, Luigi Valenti Gonzaga, Federico Spinelli, Giovanni Maria Riminaldi, Stefano Borgia, Sisto Riario Sforza, Giuseppe Antonio Ermenegildo Prisco e Alessio Ascalesi e l'arcivescovo Vincenzo Maria Sarnelli.
Il giorno 18 novembre 2019 la Chiesa di San Giuseppe dei Nudi è stata eretta Cappella Magistrale dell'Ordine Costantiniano di San Giorgio da parte di S.A.R. il Principe Don Pedro di Borbone delle Due Sicilie, già Signore Fratello onorario dell'Arciconfraternita, mentre i locali dell'Arciconfraternita giuseppina sono divenuti anche sede dello stesso Ordine in Napoli.